# Adnkronos

Logo von adnkronos

Adnkronos ist eine italienische Nachrichten- und Presseagentur mit Sitz in Rom. Sie entstand 1963 durch die Fusion von Kronos (gegründet 1951) und Adn (Agenzia Di Notizie, gegründet 1959) und ist nach der ANSA und vor der AGI die zweitgrößte Nachrichtenagentur Italiens.
Seit 1999 gibt es die Sparte Adnkronos Salute mit Nachrichten aus der Welt der Medizin und seit 2003 die Sparte Adnkronos International (AKI), mit aktuellen, internationalen Nachrichten, besonders aus der arabischen Welt. Die arabische Redaktion besteht aus vier Journalisten mit Muttersprache Arabisch, die mit Fokus auf den Nahen Osten und den Mittelmeerraum täglich über Aktuelles aus Politik, Wirtschaft, Kultur in Italien, Europa und dem arabischen Raum berichten.
Adnkronos ist Teil der Gruppe Giuseppe Marra Communications (GMC).